# Pietro Paolo Abbati il Vecchio
Pietro Paolo Abbati il Vecchio (Modena, ... – Modena, 1575) è stato un pittore italiano.

## Biografia
Figlio di Giovanni Abbati, era fratello maggiore del più celebre Niccolò. È ricordato come ottimo pittore di battaglie e di scene equestri. Gli sono stati attribuiti affreschi nella Saletta dell'Eneide all'interno della Rocca di Scandiano, in seguito strappati e trasferiti alla Galleria Estense di Modena. Tra le opere d'arte a tema religioso, una Crocifissione proveniente dalla collezione Corbellini ed oggi parte del Museo del santuario arcivescovile della Beata Vergine dei Miracoli di Corbetta.